# Loire-Atlantique Espoirs
Le Loire-Atlantique Espoirs est une course cycliste française qui se déroule dans le département de la Loire-Atlantique, en région Pays de la Loire. Créée en 1989, elle met aux prises uniquement des coureurs espoirs (moins de 23 ans).
Disputée sur trois étapes, cette épreuve constituait une manche du Challenge national espoirs depuis 1992. Elle compte à son palmarès de nombreux vainqueurs qui sont passés dans les rangs professionnels. Annulée en 2014, elle n'a depuis plus été disputée.

## Palmarès
| Année | Vainqueur                | Deuxième          | Troisième           |
| ----- | ------------------------ | ----------------- | ------------------- |
| 1989  | Ghislain Hugron          | William Miloux    | Laurent Le Floch    |
| 1990  | Stéphane Heulot          | Nicolas Aubier    | Emmanuel Hubert     |
| 1991  | Emmanuel Mallet          | Éric Frutoso      | Christophe Jarry    |
| 1992  | Sébastien Vaccher        | Jacques Bogdanski | Arnaud Ligat        |
| 1993  | Olivier Rio              | Nicolas Jalabert  | Christophe Théry    |
| 1994  | Laurent Lefèvre          | Nicolas Jalabert  | Olivier Asmaker     |
| 1995  | Thibault Humbert         | Brice Bouniot     | Grégory Perez       |
| 1996  | Christophe Hartmann      | Julien Thollet    | Benoît Poilvet      |
| 1997  | Jimmy Casper             | Nicolas Fritsch   | Jean-Michel Tessier |
| 1998  | Andy Flickinger          | Pierrick Fédrigo  | David Derepas       |
| 1999  | Sébastien Joly           | Samuel Rouyer     | Stéphane Gendron    |
| 2000  | Sébastien Fournier       | Éric Trokimo      | Anthony Geslin      |
| 2001  | Sébastien Chavanel       | Geoffroy Lequatre | Julien Mazet        |
| 2002  | Aurélien Mingot          | David Tandart     | Jérémy Roy          |
| 2003  | Émilien-Benoît Bergès    | Cyril Lemoine     | Nicolas Rousseau    |
| 2004  | Perrig Quéméneur         | Kévin Réthoré     | Benoît Sinner       |
| 2005  | Pierre Rolland           | Jonathan Hivert   | Julien Simon        |
| 2006  | Pierre Rolland           | Jonathan Thiré    | Jérôme Coppel       |
| 2007  | Jocelyn Bar              | Yoann Bagot       | Sébastien Boire     |
| 2008  | Jérôme Cousin            | Arthur Vichot     | Arnaud Courteille   |
| 2009, | Thomas Damuseau          | Loïc Desriac      | Anthony Delaplace   |
| 2010  | Nacer Bouhanni           | Loïc Desriac      | Romain Delatot      |
| 2011  | Kenny Elissonde          | Étienne Briard    | Alexis Guérin       |
| 2012  | Warren Barguil           | Erwan Téguel      | Yoann Paillot       |
| 2013  | Pierre-Henri Lecuisinier | Julien Morice     | Rudy Barbier        |
| 2014  | annulé                   | annulé            | annulé              |